# Roman IV. Diogen
Roman IV. Diogen (grško: Ρωμανός Δ΄ Διογένης, Rōmanos IV Diogenēs), bizantinski cesar 1068–1071, datum rojstva ni znan, † 1072.

## Vzpon na prestol
Roman Diogen je bil sin Konstantina Diogena in član znane in vplivne kapadokijske družine. Dosegel je visok vojaški položaj, zaradi vpletenosti v zaroto proti sinovom cesarja Konstantina X. Dukasa pa so ga leta 1067 obsodili na smrt. Med čakanjem na izvršitev smrtne kazni se je pred cesarico regentko Evdokijo Makrembolitiso skesal, kar je Evdokijo tako ganilo, da ga je osvobodila in se 1. januarja 1068 z njim poročila.

## Vojaški pohodi proti Turkom
Po poroki je postal starejši cesar in vladal skupaj z Mihaelom VII., Konstancijem in Andronikom Dukasom. Takoj je reorganiziral bizantinsko vojsko, ki jo je razpuščeno zapustil Konstantin X., in politično stranko, ki je cesarstvu vladala več desetletij. V nekaj mesecih mu je uspelo zbrati 35.000 vojakov.
Na vzhodu države je bilo stanje katastrofalno: Seldžuki, nomadsko turško pleme iz osrednje Azije pod poveljstvom Alp Arslana, so Armenijo, Gruzijo in Kapadokijo spremenilo v puščavo. Roman je proti Turkom organiziral tri vojaške pohode in jih leta 1068–1069 potisnil preko Evfrata.
Leta 1071 je pripravil nov obsežen vojaški pohod proti seldžuški utrdbi Manzikert. Bizantinska vojska je bila sicer številna, vendar ne dovolj usposobljena, v njej pa so bile tudi razne najemniške enote.

## Bitka pri Manzikertu in ujetništvo
Po začetnih vojaških uspehih se je Roman 26. avgusta 1071 v bitki pri Manzikertu spopadel turško vojsko pod poveljstvom Alp Arslana. Turki so ga med bitko odrezali od glavnine vojske, ki je nato pobegnila v prepričanju, da so ga ubili. V neurejenem umiku bizantinske vojske so ga Turki ujeli in njegovo vojsko popolnoma porazili.
Večina kronistov tistega časa je mnenja, da je Alp Arslan z ujetnikom lepo ravnal, čeprav je na začetku komaj verjel, da je zaprašeni in razcapani ujetnik, ki so ga pripeljali predenj, bizantinski cesar. Ko ga je prepoznal, je z njim ravnal izjemno vljudno. V turškem taboru je ostal osem dni, potem pa so ga v zameno za mirovno pogodbo in bogato odkupnino izpustili. Alp Arslan je za Romana najprej zahteval 10.000.000 nomizm. Ceno je potem spustil na 1.500.000 nomizm in nadaljnjih 360.000 nomizm letno.

## Izdaja
Opozicijske stranke, ki so že prej rovarile proti njemu, so izkoristile njegovo odsotnost. Cesar Ivan Dukas in Mihael Psellos sta Evdokijo pregnala v samostan in z lahkoto prepričala Mihaela VII., da je Romana odstavil. Še preden je Romanu uspelo zbrati svoje zaveznike, sta ga Konstantin in Andronik napadla in porazila. Roman se je zatekel v eno od trdnjav v Kilikiji, ki se je po kratkem Andronikovem obleganju vdala. Roman se je predal in obljubil, da se bo umaknil s prestola in odšel v samostan. Na poti v Bizanc so Romana 29. junija 1072 kljub obljubam oslepili in ga nato pregnali na otok Proti. Njegova oslepitev ja bila tako kruta, da je zaradi infekcije ran kmalu zatem umrl.

## Družina
S prvo ženo, hčerko Aluzijana Bolgarskega, je imel Roman najmanj enega sina:
- Konstantina Diogena, ki je umrl pred letom 1068

Z drugo ženo, cesarico Evdokijo Makrembolitiso, je imel:
- Nikefora Diogena
- Leona Diogena